# Sallanches
Sallanches – miejscowość i gmina we Francji, w regionie Owernia-Rodan-Alpy, w departamencie Górna Sabaudia.
Według danych na rok 1990 gminę zamieszkiwało 12 767 osób, a gęstość zaludnienia wynosiła 194 osób/km² (wśród 2880 gmin regionu Rodan-Alpy Sallanches plasuje się na 54. miejscu pod względem liczby ludności, natomiast pod względem powierzchni na miejscu 38.).